# Roubený
Der Roubený (deutsch Raupenberg) ist ein 461 m ü. NHN hoher Berg in Tschechien und Sachsen, der an der Grenze von Lobendava, Nové Víska bei Dolní Poustevna und Langburkersdorf liegt. Der Berg gehört zum Lausitzer Bergland (in Tschechien Šluknovská pahorkatina). Das geologische Grundgestein besteht hauptsächlich aus fein- bis mittelkörnigem Zweiglimmer-Granodiorit, der durch Doleritadern unterbrochen ist. Die Hänge nördlich bis östlich des Gipfels sind mit Misch- und Nadelwald bewaldet, die übrigen Hänge sind landwirtschaftlich genutzt. Der Westhang gehört zum Einzugsgebiet der Polenz, die anderen Hänge sind von den Bächen Bublava und Novovísecký potok (Neudörfel Wasser) entwässert, die rechtsseitige Nebenflüsse des Luční potok (Heimichtbach) sind. Der gesamte Berg entwässert über die Elbe in die Nordsee. Westlich des Gipfels verläuft die deutsch-tschechische Staatsgrenze, durch die ein grün markierter Wanderweg und auch ein Radweg entlang der Dresdner Straße führen. Bis 1945 wurde sie zum Autofahren genutzt und am Grenzübergang befanden sich ein Zollhaus und ein Gasthof. Nordwestlich des Gipfels befindet sich ein alter Steinbruch.